# Andrzej Nowacki
Andrzej Nowacki (nació en 15 de octubre de 1953 en Rabka-Zdrój, Polonia) es un pintor polaco contemporáneo, representante de la abstracción geométrica y el op art.

## Biografía
Pasó su juventud en Cracovia. En 1977 salió de Polonia y estudió filología en las universidades de Gotemburgo (Suecia) e Innsbruck (Austria). En 1984 se mudó a Berlín, donde se instaló de forma definitiva.
A principios de los años 80 conoció a Henryk Stażewski (1894–1988), un pionero de vanguardia polaca de los años 1920 y 1930, cuya obra resultó para Nowacki un impulso tan fuerte que empezó a crear cuadros representando la corriente de abstracción geométrica. Desde 1983 crea relieves pintados en el tablero de masonita con formas dinámicas y expresiones líricas y emocionales de los colores.
En 1994 Nowacki obtuvo una beca privada en West Orange, Nueva York, EE.UU..
A mediados de los años 90 Nowacki empezó a colaborar con Heinz Teufl, coleccionista y dueño de una de las más significativas galerías de arte concreto con sede, entre otras, en Colonia, y más tarde en Berlín. Allí se encontró con las obras de Max Bill, Josef Albers, Antonio Colderara y Bridget Riley, las cuales resultaron ser una inspiración clave para sus futuras creaciones.
En 2001 obtuvo una beca anual de la fundación neoyorquina Pollock-Krasner Fundation.
En 2002 en el Centro Internacional de la Cultura de Cracovia tuvo lugar una exposición retrospectiva de la obra de Nowacki.
En 2005 viajó a Osaka con el propósito de preparar una exposición individual en Japón.
El año 2006 lo pasó en el taller de la Isla Anna María, en Florida, EE. UU., donde creó relieves para la Galería Seth Jason Beitler de Miami.
Entre los años 2015 y 2018 abrió un taller de gran superficie en Ostrava (República Checa) en una zona industrial transformada en un moderno centro de arte.
Actualmente vive y trabaja en Berlín.
Desde 1987 Nowacki ha mostrado su obra en 24 exposiciones individuales y ha participado en más de 100 exposiciones colectivas. Sus cuadros han sido expuestos no solo en Polonia y Alemania, sino también en Suecia, Finlandia, Austria, República Checa, Eslovaquia, Países Bajos, Japón y Estados Unidos.

## Obra

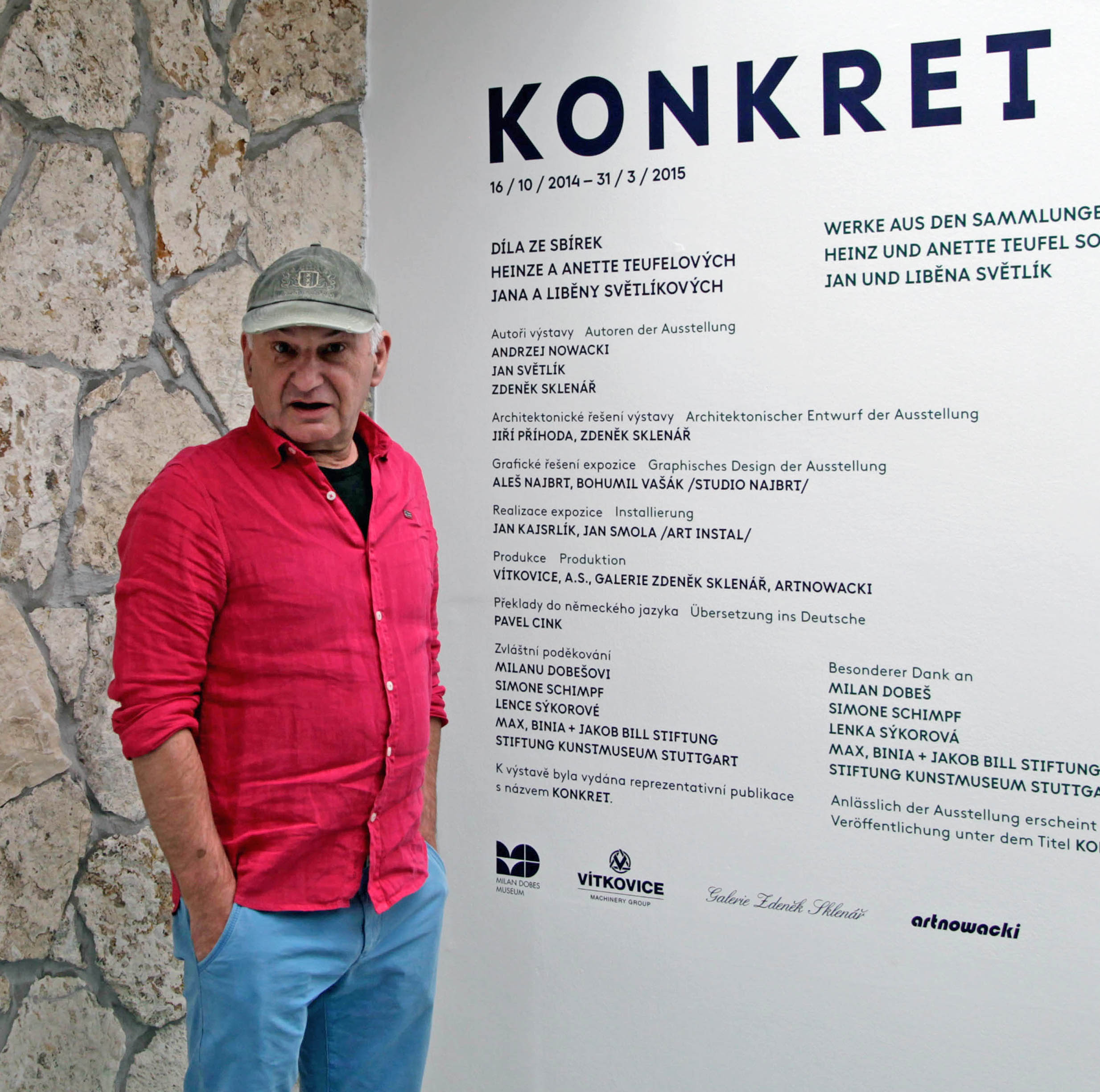
Andrzej Nowacki, 2014

Andrzej Nowacki ha estado produciendo arte activamente desde los años 70. Él se expresa a sí mismo en un lenguaje abstracto intensificando su trabajo geométrico con el uso del color. Al tiempo de reconocer el estilo constructivista, como lo hicieron otros artistas de su generación quienes tomaron las tradiciones que luego los inspiraron, Nowacki encuentra su propio camino confiando en las concepciones constructivistas mientras cree en su propio instinto haciendo sus propios enfoques.
De este modo su lenguaje de rigurosa geometría de líneas y formas en sus relieves pictóricos está enriquecido por intensas yuxtaposiciones de colores que irradian un evidente poder pictórico y emocionante. Por otro lado, sus construcciones son lógicas, basadas en repeticiones, pero como las líneas de los relieves contrastadas gracias al color se multiplican, la composición crea algo original, complejo y sorprendentemente cautivante. El sentido de la precisión, mezclado con el sentido de la fuerza expresiva, en algún modo evoca el sentido de la experiencia musical.
Los cuadros lineales creados se liberaron totalmente de las reglas de composición de la abstracción geométrica que representaron Strzemiński y Stażewski. En cambio, se benefician de la rica tradición de pinturas lineales y relieves creada en los años 50 por Rafael Soto, François Morellet, Bridget Riley, Agnes Martin, Frank Stella y Sean Scully, entre otros. Así como en sus cuadros lineales, en los relieves más recientes de Nowacki se reduce el significado de la composición a los elementos y las formas más sencillas, haciéndola más débil, y centrando el enfoque en la calidad colorística. El color como portador de sensaciones y emociones toma la delantera ante complejas y dominantes composiciones de cuadrados y líneas, confirmando el credo del artista del año 2001: "El valor principal de mi trabajo creativo es el color que completa o incluso sustituye la luz. Durante el diálogo con el destinatario, el color crea palabras de un lenguaje inconsciente, es una fuente de energía.